# Tiziano Terzani
Tiziano Terzani (Firenze, 14 settembre 1938 – Pistoia, 28 luglio 2004) è stato un giornalista e scrittore italiano.
Profondo conoscitore dell’Asia, dove visse per molti anni, Terzani assistette a molti degli eventi che plasmarono tale continente nella seconda metà del ventesimo secolo.
Terzani non fu molto conosciuto in Italia durante la sua attività giornalistica, poiché la testata per la quale lavorava principalmente era un periodico tedesco, Der Spiegel (anche se scrisse saltuariamente per molte testate italiane tra cui L'Espresso), mentre oggi è ampiamente riconosciuto quale uno dei massimi scrittori italiani di viaggi del XX secolo, appassionato cronista del proprio tempo, entusiasta ricercatore della verità degli avvenimenti, dei suoi protagonisti e degli uomini suoi compagni di viaggio, fisico e spirituale: una mente tra le più lucide, progressiste e non violente di inizio XXI secolo. La sua attività di scrittore ricade in buona parte nell'ambito della periegesi, termine con cui si intende quel filone storiografico che, intorno a un itinerario geografico, raccoglie notizie storiche su popoli e località, verificate, per quanto possibile, dall'esperienza diretta.

## Biografia
Tiziano Terzani nacque il 14 settembre 1938 a Firenze in via Pisana n°147 nel quartiere di Legnaia zona Monticelli sulla riva sinistra dell'Arno. Il padre, Gerardo Terzani, fu partigiano comunista prima di gestire una piccola officina meccanica a Firenze vicino a Porta Romana e la madre, Lina Venturi, lavorava come cappellaia in un negozio di sartoria. Con la famiglia convivevano la nonna materna Elisa, rimasta vedova dopo i numerosi lutti familiari per tubercolosi – due zie e il nonno Giovanni. Preoccupati per la sua salute i genitori lo porteranno fin da piccolo sull'Appennino pistoiese per godere di un clima salubre:
(Tiziano Terzani, La fine è il mio inizio, Longanesi 2006, 367)
Il legame con questi luoghi, e in particolare con la valle dell'Orsigna, lo accompagnò per tutta la vita.

### La guerra e le scuole elementari
Nei primi di agosto del 1944 la ritirata dei nazisti sulla Linea Gotica e l'avanzata alleata delle truppe britanniche portò alla liberazione di Firenze, ciò gli consentì di frequentare la prima elementare presso il convento femminile della Chiesa di San Piero a Monticelli. L'anno seguente, con la riapertura regolare degli istituti, proseguì gli studi nella Scuola di Legnaia. Dal 1949 al 1952 frequentò le scuole medie Niccolò Machiavelli in piazza Frescobaldi. Dopo l'esame di terza media avvenne una svolta decisiva, 
(Tiziano Terzani in La fine è il mio inizio, Longanesi 2006, 37)

### Gli anni del ginnasio e del liceo
I genitori impegnarono gli averi al Monte di Pietà e acquistarono a rate i pantaloni che consentirono a Tiziano di frequentare la succursale della Machiavelli in piazza Pitti. Dal 1954 proseguì gli studi al Liceo classico statale Galileo dove si diplomerà brillantemente nel 1957. In quegli anni frequentò i "Sabati dello studente" in via Gino Capponi, un circolo ricreativo in cui soddisfece la passione per il cinema e il teatro misurandosi anche in sporadiche recitazioni. Qui conobbe e avvicinò i rappresentanti del cattolicesimo democratico e progressista fiorentino come Dino Pieraccioni, Ernesto Balducci, Raffaele Bensi e Giorgio La Pira:
(Tiziano Terzani in La fine è il mio inizio, Longanesi 2006, 164)
Raccolse da questi incontri il valore dell'umanità e apprese il senso non solo del dialogo ma dell'autonomia delle proprie idee, già sperimentata in casa con il padre comunista e la madre cattolica.
Nel 1955 per guadagnare qualche soldo collaborò al Giornale del Mattino diretto dal giovanissimo Ettore Bernabei. Nei panni di cronista sportivo ebbe il compito di documentare le corse podistiche, le gare in bicicletta e soprattutto le partite di calcio del Campionato nazionale Dilettanti coprendo in particolare la provincia di Firenze muovendosi con la Vespa del padre:
(Tiziano Terzani da in Asia in Tutte le opere 1993-2004, Mondadori 2011, 507)
Nel 1956, nel periodo drammatico della Rivoluzione ungherese, si iscrisse alla sezione fiorentina della Gioventù Federalista Europea, l'organizzazione giovanile del Movimento Federalista Europeo fondato da Altiero Spinelli. Un'adesione temporanea ma che rivela la capacità di non allinearsi ai pensieri dominanti dell'epoca, quello di matrice cattolica legata alla Democrazia Cristiana e quello marxista legato al Partito comunista.

### L'incontro con Angela Staude e l'università
Nell'estate del 1957 appena diplomato ricevette un'offerta di lavoro dalla Banca Toscana, che rifiutò:
(Tiziano Terzani in La fine è il mio inizio, Longanesi 2006, 40)
Sfidando il parere dei genitori tentò l'ammissione al collegio Medico-Giuridico annesso alla Scuola Normale di Pisa. Nel concorso nazionale che offriva solo cinque posti, arrivò secondo. Scelse la facoltà di Giurisprudenza.
Nel mese di settembre conobbe una ragazza di origini tedesche, Angela Staude, nata a Firenze nell'aprile 1939, figlia del pittore Hans-Joachim e dell'architetta Renate Moenckeberg. Gli Staude abitavano in via delle Campora sulla collina di Bellosguardo, erano noti per essere una famiglia colta ma non convenzionale che vantava tra i propri avi esploratori, accademici e amicizie eccellenti come Maria 'Maja' Einstein o Maria José del Belgio
. Tiziano fu colpito dall'atmosfera casalinga e poliglotta dove arte e musica si mescolavano alle biografie avventurose della famiglia Staude, un entusiasmo che gli fece avvertire la differenza con le proprie origini certamente più umili:
(Tiziano Terzani in La fine è il mio inizio, Longanesi 2006, 296)
Seppur divisi dagli studi − Tiziano a Pisa e Angela a Monaco − mantennero i contatti. All'Università Tiziano conobbe e frequentò molti amici tra cui Alberto De Maio, Giuliano Amato, Carlo Donolo, Enrico Mugnaini. La vita in collegio fu estremamente stimolante:
(Alberto De Maio in Tiziano Terzani alla Normale di Pisa, «InfiniteStorie.it», 28 novembre 2011)
Ma l'esperienza universitaria venne segnata da due eventi drammatici: nel 1958 una grave infezione tubercolotica lo costrinse a un lungo ricovero al Careggi e un anno più tardi una trombosi colpì il padre rendendolo inabile al lavoro. Le ristrettezze economiche e il bisogno di contribuire al sostentamento dei genitori alimentarono l'inquietudine e il desiderio di fuga immaginando una vita differente e autonoma.
Si laureò nel 1961 a pieni voti presentando una impegnativa tesi di diritto internazionale con il giurista Giuseppe Sperduti dal titolo Il Dominio riservato. Una tesi che richiama i caratteri, le inclinazioni e gli interessi che manifesterà più avanti nella professione giornalistica.

### L'Olivetti e il matrimonio
Dopo la laurea fallì il tentativo di continuare gli studi all'Università di Leeds, avventura che durò appena 5 mesi:
(Tiziano Terzani in La fine è il mio inizio, Longanesi 2006, 53)
Rientrato in Italia accettò la proposta dell'Olivetti di Ivrea grazie ai contatti con l'ex collegiale Romano Gabriele. Una scelta vicina al proprio modello di società:
(Il manager e l'arcobaleno in Il pensiero irriducibile, Edizioni di Comunità 2019)
Qui, dopo un lungo tirocinio, giunse all'ufficio del personale dove conobbe Paolo Volponi, Ottiero Ottieri e Giancarlo Lunati ricevendo l'incarico di reclutare nuovi laureati per le consociate estere. L'Olivetti, forte della sua rete globale di concessionarie e fabbriche gli consentì di viaggiare in tutto il mondo.
Il 27 novembre 1962, pochi mesi dopo l'assunzione, sposò Angela a Vinci. Il lavoro dell'Olivetti lo portò prima a viaggiare in tutta Europa – con lunghi soggiorni in Danimarca, Portogallo, Paesi Bassi, Gran Bretagna – e successivamente in Oriente. Nel gennaio 1965 arrivò in Giappone, fu la sua prima volta in Asia. Qui visitò anche Hong Kong e il sogno della Cina iniziò a prendere forma. Nel 1966 acquistò con i primi risparmi un terreno nella valle dell'Orsigna dove negli anni a venire costruì una piccola abitazione.
L'esperienza in Olivetti è raccontata nell'antologia di scritti pubblicata da Edizioni di Comunità Il pensiero irriducibile, ISBN 978-88-320-0516-5.

### L'esordio conL'Astrolabio
Nell'autunno 1967 l'Olivetti lo mandò in Sud Africa, a Johannesburg. Vi giunse pochi giorni dopo l'assassinio del Primo ministro Verwoerd in un clima di forti tensioni politiche. In questo paese segnato dall'apartheid raccolse materiali, interviste e fotografie per redigere i primi reportage che pubblicò su L'Astrolabio, settimanale della sinistra indipendente diretto da Ferruccio Parri. Il primo reportage s'intitola Natale negro. Rapporto sulla segregazione in Sud Africa pubblicato il 25 dicembre 1966. La collaborazione con la rivista terminò nel novembre 1970.
Dopo aver viaggiato in Australia e Thailandia, insoddisfatto del lavoro all'Olivetti, prese l'aspettativa, e su indicazione di Samuel Gorley Putt - conosciuto per caso alla Hopkins University di Bologna - si aggiudicò una borsa di studio che gli aprì le porte della Columbia University di New York dove scelse il corso di laurea in Affari internazionali.

### L'Università in America e la scelta del giornalismo
La borsa di studio del Commonwealth Fund's Fellowship programme gli consentì di viaggiare in tutto il paese. Continuò a scrivere per L'Astrolabio raccontando le lotte civili del movimento nero intervistando Rap Brown, gli scontri tra gli studenti pacifisti che manifestavano contro la guerra in Vietnam e le forze di polizia nella protesta della Columbia University, e un evento storico come l'allunaggio dell'Apollo 11.
Durante il biennio americano sfruttò l'occasione di uno stage nella redazione del New York Times:
(Tiziano Terzani in La fine è il mio inizio, Longanesi 2006, 69-70)
Nel 1968 si trasferì in California frequentando la Stanford University dove imparò la lingua cinese. Si interessò allo studio del maoismo e del comunismo cinese, incuriosito dalla grande eco che la Rivoluzione culturale di Mao stava avendo in tutto il mondo.
Ebbe l'occasione di conoscere e intervistare William Hinton che lo affascinò con la sua esperienza cinese. Si convinse che la sua missione era di andare in Cina per verificare di persona quanto aveva studiato sui libri e sui giornali. Tra le fonti che ispirarono il suo sogno ci sono i testi di un grande reporter come Edgar Snow.
Dopo i numerosi testi pubblicati su L'Astrolabio, nell'aprile del 1969 l'ordine dei Giornalisti lo registrò ufficialmente nell'elenco "pubblicisti": una qualifica che aspettava da tempo. In agosto a New York nacque il figlio Folco. Laureatosi per la seconda volta, in settembre rientrò in Italia. Lasciò definitivamente l'Olivetti e cercò un'occupazione come giornalista.
Alla fine di novembre del 1969 iniziò il praticantato nella redazione del quotidiano milanese Il Giorno diretto da Italo Pietra e Angelo Rozzoni. Qui conobbe inviati già affermati come Natalia Aspesi, Giorgio Bocca, Giampaolo Pansa e uno dei giornalisti ai quali fu legato da profonda amicizia, Bernardo Valli.
Nel marzo del 1971 nacque la figlia Saskia e all'inizio dell'estate sostenne l'esame di Stato per diventare giornalista professionista. In autunno si confrontò con il direttore confidando in un incarico all'estero, ma la risposta fu lapidaria:
(Tiziano Terzani, La fine è il mio inizio, Longanesi 2006, 89)
Deciso a perseguire il prossimo sogno di corrispondente, si dimise. Girò tutta l'Europa alla ricerca di un posto di lavoro finché l'occasione arrivò dal settimanale amburghese Der Spiegel diretto da Rudolf Augstein che gli offrì un contratto da free lance per coprire il Sud-est asiatico.

### Gli anni Settanta e Ottanta
Nel gennaio 1972 si stabilì a Singapore in Winchester Road aprendo il primo ufficio di Der Spiegel in Peck Hay Road.
(Tiziano Terzani in La fine è il mio inizio, Longanesi 2006, 95)
Impegnato al fronte pubblicò il suo primo vero reportage per il settimanale amburghese. Contemporaneamente coltivò la collaborazione con L'Espresso - il settimanale romano diretto da Livio Zanetti con vicedirettore Nello Ajello - pubblicando importanti articoli e misurandosi sulle stesse pagine con le opinioni di Furio Colombo, Camilla Cederna e Alberto Moravia. A questo aggiunse il rapporto con il quotidiano milanese Il Giorno.
Il 1973 fu un anno delicato: il 23 luglio morì il suocero, Hans-Joachim Staude, e quattro giorni dopo scomparve anche Raffaele Mattioli, l'economista e dirigente della Banca Commerciale Italiana che per primo aveva creduto in lui commissionandogli rapporti politici ed economici dall'Estremo Oriente.
In novembre pubblicò per Feltrinelli la sua prima opera letteraria Pelle di leopardo. Diario vietnamita di un corrispondente di guerra 1972-1973, inserito nella collana Franchi Narratori. Renzo Foa fu tra i primi a leggerlo e recensirlo:
(Renzo Foa in l'Unità, Diario dal sud Vietnam, 14 dicembre 1973, 10)
Dal luglio 1974 al maggio 1975 Terzani collaborò anche con Il Messaggero, diretto in quel periodo da Italo Pietra. Nel 1975 fu tra i pochi giornalisti non solo ad assistere alla caduta di Saigon, ma a rimanervi per tre mesi dopo la presa del potere da parte delle forze comuniste:
(Tiziano Terzani in La fine è il mio inizio, Longanesi 2006, 143)
Alla fine del 1975 si trasferì con tutta la famiglia a Hong Kong abitando sul Peak in Mount Austin Road in un caseggiato con altri giornalisti. Questo essere alle porte della Cina alimentò il suo interesse e il sogno di trasferirsi sul territorio cinese.
Nel 1976 iniziò a collaborare con la Repubblica, il nuovo quotidiano diretto da Eugenio Scalfari finanziato da Carlo Caracciolo e Giorgio Mondadori che contava una settantina di redattori oltre a molti volontari tra cui Giorgio Bocca, Miriam Mafai e Barbara Spinelli. Alla fine di marzo pubblicò sempre per Feltrinelli Giai Phong! La liberazione di Saigon con cui si aggiudicò il Premio Pozzale Luigi Russo per la saggistica. La giuria era composta da Ernesto Balducci, Gian Carlo Ferretti, Giovanni Giudici, Cesare Luporini, Walter Pedullà. Nel mese di ottobre ebbe la possibilità di viaggiare fino a Shanghai raccogliendo le prime impressioni sulla politica e sulla società cinese sconvolta dalla morte di Mao avvenuta il 9 settembre. Si occuperà nei mesi successivi del processo alla Banda dei Quattro.
Nel 1977 fu testimone della tragedia dei profughi indocinesi, dramma che preannunciava nel 1978 l'invasione della Cambogia da parte del Vietnam. Questo conflitto militare lo impegnò per molto tempo. Raccolse dapprima con incredulità e poi con sgomento i racconti e le atrocità di ciò che poi si rivelerà essere l'olocausto cambogiano perpetrato da Pol Pot. La moglie Angela ha raccolto questa esperienza in una antologia postuma, Fantasmi. Dispacci dalla Cambogia, pubblicata nel 2008 dalla Longanesi.
Dopo un viaggio preliminare per Der Spiegel tra fine del 1979 ed i primi giorni del 1980, Terzani riuscì a stabilirsi definitivamente a Pechino come primo corrispondente di un magazine occidentale, anticipando i concorrenti TIME e Newsweek, realizzando così a 41 anni un sogno concepito nelle aule della Stanford University. Nel 1984, per aver scritto articoli critici contro il governo cinese e la grande rivoluzione culturale, fu arrestato con l'accusa di "insulti al presidente Mao" e "trasporto e possesso di tesori nazionali", trattenuto e interrogato un mese, e poi espulso come persona non gradita. Da questa esperienza nacque il libro La porta proibita. Visse in seguito per un po' a Bangkok in Thailandia.

### Gli ultimi anni
(in Anam il senzanome. L'ultima intervista a Tiziano Terzani, Longanesi 2005)

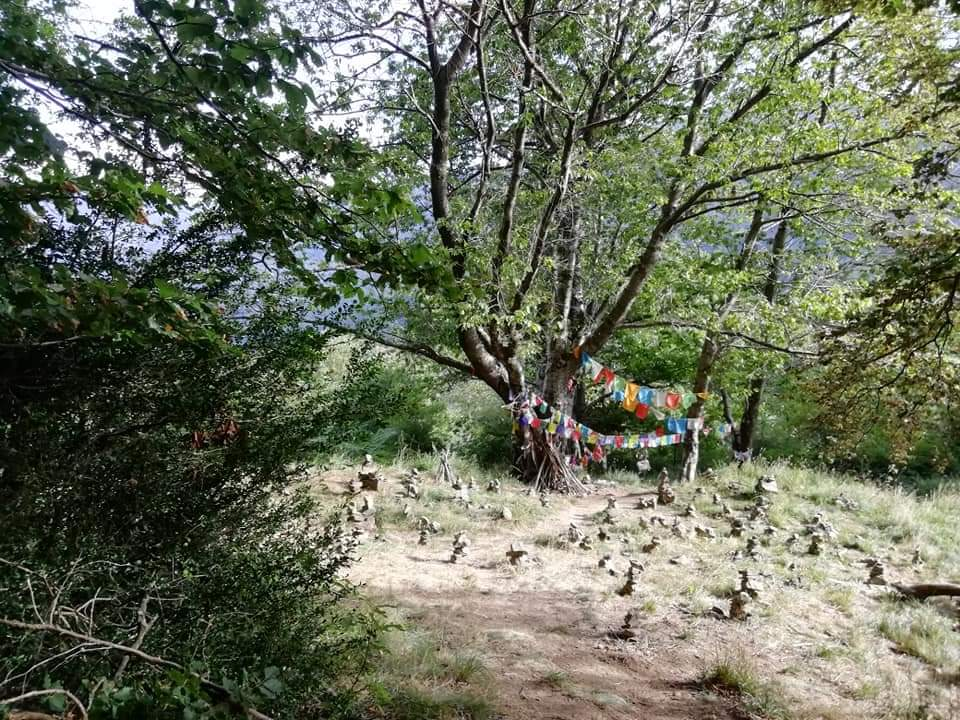
L'Albero con gli Occhi, sotto il quale meditava Tiziano Terzani, presso Orsigna

Il libro Un altro giro di giostra tratta del suo modo di reagire alla malattia, un tumore all'intestino, viaggiando per il mondo e osservando con lo stesso spirito giornalistico di sempre le tecniche della più moderna medicina occidentale e le medicine alternative; il viaggio più difficile, tentativi alla ricerca di trovare una cura efficace; una volta resosi conto dell'implacabilità del male, si concentrò in una ricerca della pace interiore, che lo portò ad accettare serenamente la morte.
(Un altro giro di giostra)
Terzani si ritirò in Asia per diversi anni, grazie all'amicizia con Pietro Della Torre, vivendo anche sulle pendici dell'Himalaya e in un ashram di Tamil Nadu (India), e incontrando il XIV Dalai Lama e il XVII Karmapa. Nell'autunno del 2001, dopo gli attentati dell'11 settembre, fece il suo ultimo viaggio giornalistico in Afghanistan durante la guerra, e scrisse le Lettere contro la guerra, un testo pacifista in risposta a La rabbia e l'orgoglio di Oriana Fallaci. In seguito trascorse i suoi ultimi giorni ad Orsigna, borgo montano del comune di Pistoia, il rifugio di una vita, sull'Appennino pistoiese, spegnendosi il 28 luglio 2004. La ricerca della verità si spostò dai fatti all'interiorità, portandolo a concepire il giornalismo solo come una fase della sua vita.
Le sue ultime memorie sono registrate in un'intervista televisiva intitolata Anam, il senzanome (dove Terzani parla anche della sua scelta etica in favore del vegetarismo) e nel libro postumo La fine è il mio inizio, in cui Terzani riferisce al figlio Folco le proprie riflessioni di tutta una vita.

## Film

### La fine è il mio inizio
Il 7 ottobre 2010 nelle sale tedesche è uscito il film basato sul suo ultimo libro, La fine è il mio inizio, con lo stesso titolo. Il lungometraggio sceneggiato dal figlio Folco Terzani e Ulrich Limmer è stato diretto da Jo Baier e girato nella stessa casa di Terzani all'Orsigna sulla Montagna pistoiese. Il film è stato distribuito in Italia da Fandango a partire dal 1º aprile 2011. Tra gli interpreti Bruno Ganz nei panni di Terzani, Elio Germano nei panni del figlio Folco, Erika Pluhar nei panni della moglie Angela Staude e l'attrice ungherese Andrea Osvárt nel ruolo della figlia Saskia. Le musiche originali sono state composte dal pianista torinese Ludovico Einaudi.

### Un indovino mi disse
In occasione del decennale della morte di Terzani, è stata lanciata sul web la campagna di raccolta fondi per produrre un film tratto dal libro Un indovino mi disse di Tiziano Terzani. L'idea è del regista Mario Zanot, autore di Anam il senzanome, l'ultima intervista allo scrittore scomparso nel 2004. Per promuovere il progetto, è stato fondato il Comitato Un indovino ci disse. Il film che ha organizzato serate di raccolta fondi in tutta Italia. Il progetto è stato poi chiuso ufficialmente a dicembre 2016 ed il Comitato è stato sciolto nel corso del 2017; i fondi raccolti sono stati devoluti ad Emergency, per l'ospedale afghano di Lashkar-gah, intitolato a Terzani.

## Opere

### Reportage narrativi e saggi
- Pelle di leopardo. Diario vietnamita di un corrispondente di guerra 1972-1973, Milano, Feltrinelli, 1973
- Giai Phong! La liberazione di Saigon, Milano, Feltrinelli, 1976
- (DE)  con Ariane Barth, Holocaust in Kambodscha, documentazione di Anke Rashatusavan, Reinbek bei Hamburg, Spiegel-Buch/Rowohlt, 1980 - instant book in lingua tedesca scritto a quattro mani, dedicato al genocidio cambogiano
- (DE)  Fremder unter Chinesen. Reportagen aus China, documentazione di Michael Morozow, Reinbek bei Hamburg, Spiegel-Buch/Rowohlt, 1984 - da questa edizione in lingua tedesca Tiziano Terzani ricava poco dopo quella italiana conosciuta come La porta proibita, Milano, Longanesi, 1984
- Buonanotte, Signor Lenin, Milano, Longanesi, 1992
- Un indovino mi disse, Milano, Longanesi, 1995
- In Asia, Milano, Longanesi, 1998
- Lettere contro la guerra, Milano, Longanesi, 2002
- Un altro giro di giostra, Milano, Longanesi, 2004

### Postumi
- La fine è il mio inizio. Un padre racconta al figlio il grande viaggio della vita, a cura di Folco Terzani, Milano, Longanesi, 2006, ISBN 978-88-304-2247-6.
- (EN) ,(FR)  India Notes, con Raghu Rai, Parigi, Editions Intervalles, 2007. [edizione bilingue con testi tratti da Un altro giro di giostra]
- Fantasmi. Dispacci dalla Cambogia, Collana Il Cammeo n.478, Milano, Longanesi, 2008, ISBN 978-88-304-2441-8.
- Angkor, Courmayeur, Liaison Editrice, 2009, ISBN 978-88-95586-09-0.
- (DE)   Asien, mein Leben die grossen Reportagen, a cura di Angela Terzani e Dieter Wild, Monaco/Amburgo, Goldmann/Spiegel-Buchverlag, 2010.
- Un mondo che non esiste più, fotografie e testi scelti da Folco Terzani, Milano, Longanesi, 2010, ISBN 978-88-304-5013-4.
- Mustang. Un viaggio, a cura di Folco Terzani, Roma, Fandango Libri, 2011, ISBN 978-88-6044-212-3.
- Tutte le Opere 1966-1992, a cura di Àlen Loreti, Collana I Meridiani, Milano, Arnoldo Mondadori Editore, 2011, ISBN 978-88-04-60481-5.
- Tutte le Opere 1993-2004, a cura di Àlen Loreti, Collana I Meridiani, Milano, Arnoldo Mondadori Editore, 2011, ISBN 978-88-04-60482-2.
- Che fare? e altre prose sulla pace, a cura di Àlen Loreti, Pistoia, Edizioni Via del Vento, 2011, ISBN 978-88-6226-054-1.
- Un'idea di destino. Diari di una vita straordinaria, a cura di Àlen Loreti, Collana Il Nuovo Cammeo n.563, Milano, Longanesi, 2014, ISBN 978-88-304-3948-1.
- Le parole ritrovate. Nel mondo, dentro l'anima. Testi inediti, a cura di Mario Bertini, Brescia, La Scuola, 2015, ISBN 978-88-350-4026-2; nuova ed. aumentata, Brescia, Scholé, 2024, ISBN 978-88-284-0612-9.
- In America. Cronache da un mondo in rivolta, a cura di Àlen Loreti, Collana Il Cammeo n.597, Milano, Longanesi, 2018, ISBN 978-88-304-5132-2.
- Il pensiero irriducibile, Roma, Edizioni di Comunità, 2019, ISBN 978-88-320-0516-5.

## Filmografia
- Hôtel Continental. C'era una volta Saigon, diretto da Leandro Manfrini, RSI, 1995
- Tiziano Terzani. Il kamikaze della pace, un film di Leandro Manfrini e Willy Baggi, Milano, Longanesi/RSI, VHS, 2002
- Anam il senzanome. L'ultima intervista a Tiziano Terzani, un film di Mario Zanot, Milano, Longanesi/Storyteller/Mediaset, 2005
- La fine è il mio inizio (orig. Das Ende ist mein Anfang), un film di Jo Baier, sceneggiatura di Folco Terzani e Ulrich Limmer, UFA/Fandango, Roma, 2011
- Tiziano Terzani. Una vita sopra le righe, un film di Maurizio Bernardi, Rai-ERI, Roma, 2015.
- Tiziano Terzani. Il viaggio della vita, un film di Mario Zanot, Storyteller, 2022

## Riconoscimenti
- "Premio letterario internazionale Tiziano Terzani"[39] con sede a Udine organizzato dall'associazione "vicino/lontano" a partire dal 2004
- "Premio nazionale Tiziano Terzani per l'Umanizzazione della Medicina"[40] con sede a Bra organizzato dalla ASL18 Alba-Bra a partire dal 2006
- "Premio letterario Firenze per le Culture di Pace"[41] dedicato a Tiziano Terzani con sede a Firenze organizzato dalla associazione "Un tempio per la pace" a partire dal 2006
- "Premio letterario Fogli di Viaggio" dedicato a Tiziano Terzani con sede a Campi Bisenzio organizzato dalla cooperativa "Macramè" a partire dal 2011

A Tiziano Terzani sono stati intitolati nel tempo locali e spazi pubblici sia sul territorio nazionale che all'estero:
- Il Centro Chirurgico Tiziano Terzani a Lashkar Gah, in Afghanistan, inaugurato il 13 ottobre 2004
- Il Sentiero di Tiziano[42] a Orsigna sulla Montagna pistoiese inaugurato il 24 luglio 2005
- Il Viale Tiziano Terzani[43] all'interno del parco di Villa Torlonia a Roma inaugurato il 20 dicembre 2006
- La Scuola Tiziano Terzani a Bassi-Zanga in Burkina Faso completata nel 2007
- Il Vicolo Tiziano Terzani a Savignano sul Rubicone inaugurato il 18 maggio 2008
- Una Sala di Palazzo Bargagli[44] sede della redazione fiorentina del Corriere della Sera intitolata unitamente a Oriana Fallaci e Indro Montanelli inaugurata nel luglio 2008
- Il Parco della Pace Tiziano Terzani[45] nella frazione di Pontasserchio inaugurato il 4 ottobre 2008
- L'Auditorium Tiziano Terzani nella biblioteca San Giorgio di Pistoia
- Il Giardino pubblico Tiziano Terzani[46] a Castelnuovo Rangone inaugurato il 15 aprile 2012
- Il Collegio Tiziano Terzani[47] all'interno della Scuola superiore di studi universitari e di perfezionamento Sant'Anna di Pisa inaugurato il 9 maggio 2012
- La Scuola Primaria Tiziano Terzani[48] nella frazione di Gaggio Montano inaugurata il 9 maggio 2013
- Il giardino esterno della Biblioteca Comunale di Pisa, sotto il verde Viale delle Piagge, costeggiato dal fiume Arno, inaugurato il 22 marzo 2014
- Il giardino interno della Biblioteca Comunale "Peppino Impastato" a Cascina, comune limitrofo della provincia di Pisa, intitolato il 7 luglio 2015
- La Scuola Primaria Tiziano Terzani[49] nella frazione di Piteglio nel Comune San Marcello-Piteglio inaugurata nel 2016[50]
- Dal 31 dicembre 2014 l'Istituto Comprensivo Statale di Abbiategrasso (MI), sito in via Legnano N. 92, con decreto del Dirigente dell'U.S.T. di Milano, ha ufficialmente assunto la denominazione di "I.C. Tiziano Terzani" dopo che su proposta del Consiglio d'Istituto, il Comune di Abbiategrasso prima e la Prefettura di Milano poi hanno autorizzato l'intitolazione proposta.
- Intitolazione Biblioteca del Comune di Campi Bisenzio in provincia di Firenze.
- In via Pisana (civico147) a Firenze (quartiere 4), nel giorno del suo compleanno, il 14 settembre 2021, è stata posta una targa per ricordare Tiziano Terzani “giornalista, scrittore viaggiatore d'oriente" che dalla sua casa natale partì alla scoperta del mondo.